# CDK5R2
Регуляторна субодиниця 2 циклін-залежної кінази 5, CDK5R2 (англ. Cyclin dependent kinase 5 regulatory subunit 2) – білок, який кодується геном CDK5R2, розташованим у людини на довгому плечі 2-ї хромосоми. Довжина поліпептидного ланцюга білка становить 367 амінокислот, а молекулярна маса — 38 705. Нейрон-специфічний активатор CDK5, разом з CDK5R1 має деяку схожість з циклінами.
| 10         |  | 20         |  | 30         |  | 40         |  | 50         |
| ---------- |  | ---------- |  | ---------- |  | ---------- |  | ---------- |
| MGTVLSLSPA |  | SSAKGRRPGG |  | LPEEKKKAPP |  | AGDEALGGYG |  | APPVGKGGKG |
| ESRLKRPSVL |  | ISALTWKRLV |  | AASAKKKKGS |  | KKVTPKPAST |  | GPDPLVQQRN |
| RENLLRKGRD |  | PPDGGGTAKP |  | LAVPVPTVPA |  | AAATCEPPSG |  | GSAAAQPPGS |
| GGGKPPPPPP |  | PAPQVAPPVP |  | GGSPRRVIVQ |  | ASTGELLRCL |  | GDFVCRRCYR |
| LKELSPGELV |  | GWFRGVDRSL |  | LLQGWQDQAF |  | ITPANLVFVY |  | LLCRESLRGD |
| ELASAAELQA |  | AFLTCLYLAY |  | SYMGNEISYP |  | LKPFLVEPDK |  | ERFWQRCLRL |
| IQRLSPQMLR |  | LNADPHFFTQ |  | VFQDLKNEGE |  | AAASGGGPPS |  | GGAPAASSAA |
| RDSCAAGTKH |  | WTMNLDR    |  |            |  |            |  |            |

A: Аланін

C: Цистеїн

D: Аспарагінова кислота

E: Глутамінова кислота

F: Фенілаланін

G: Гліцин

H: Гістидин

I: Ізолейцин

K: Лізин

L: Лейцин

M: Метіонін

N: Аспарагін

P: Пролін

Q: Глутамін

R: Аргінін

S: Серин

T: Треонін

V: Валін

W: Триптофан

Цей білок належить до ліпопротеїнів, локалізований у клітинній мембрані.

## Взаємодія
CDK5R2 взаємодіє з актиніном альфа 1.